# CELESTA
ROBUSTA-1D CELESTA (sigle pour Cern Latchup Experiment STudent sAtellite) est un satellite de type CubeSat-1U, fruit d'une mission conjointe entre le CERN et le Centre spatial universitaire Montpellier-Nîmes (CSUM). Le satellite est financé par le CERN et la Fondation van Allen. La plateforme de CELESTA est réalisée par le CSUM, la charge utile (l'expérience embarquée) est un RadMon (Radiation Monitor) du CERN. Il est lancé par une fusée Vega-C lors de son vol inaugural le 13 juillet 2022 depuis le Centre spatial guyanais.

## Historique, implication du CERN et rôle de l'ESA
Le projet CELESTA a démarré en 2015 avec la signature d'un partenariat entre le CERN et l'Université de Montpellier.
- En décembre 2015, le projet CELESTA a passé la Mission Review (Phase 0).
- En mai 2016, deux articles sur CELESTA ont été présentés au Small Satellite and Systems Symposium (4S), dans le même temps le projet a passé le System Requirement Review et est entré en phase B.
- En décembre 2016, l'ESA Education Office a lancé une nouvelle édition du programme FYS! (Fly Your Satellite !). FYS! est un programme de collaboration entre l'ESA et des universités européennes visant à promouvoir les activités spatiales. Ce programme aide des équipes universitaires étudiantes à réaliser et mettre en orbite leurs nano-satellites.
- En mai 2017, CELESTA a été sélectionné parmi les six meilleurs projets universitaires européens pour participer au programme. De ce fait, lors d'échanges tout au long du projet, au moyen d'un portail numérique ou de vidéoconférence, des experts de l'ESA donnent des recommandations, précisent les actions à mener et les modifications à réaliser.

## Le projet CELESTA

### Déroulement du projet CELESTA
- Phase 0 : Analyse de la mission et identification des besoins

Le but de la mission CELESTA est de qualifier le laboratoire CHARM (CERN High-Energy Accelerator Mixed-Field Facility) en tant que centre d'irradiation à usage industriel, à savoir, reproduire au moyen du moniteur de radiation RadMon du CERN, les effets de l'environnement radiatif spatial en orbite basse (< 2000 km).
- Phase A et B : Faisabilité et viabilité du projet

Dans un premier temps, il a fallu déterminer la viabilité du projet avec des ressources illimitées, c'est-à-dire analyser si le projet pouvait être réalisé sans contraintes financières et temporelles. Ensuite, la faisabilité du projet a été déterminée en tenant compte, cette fois-ci, des contraintes financières et temporelles.
Dans un deuxième temps, les spécifications et exigences du projet ont été établies par le CSUM et le CERN, basées notamment sur l'héritage de Robusta-1B, le précédent satellite lancé par le CSUM. Du fait de la sélection de CELESTA au programme FYS!, ces spécifications et l'avancement du projet ont été régulièrement passés en revue par l'Agence spatiale européenne. Des périodes de qualification et des revues d'avancement du projet réunissant des membres du CSUM (étudiants et permanents), du CERN, de l'ESA et des industriels partenaires du projet ont eu lieu sur l'ensemble de la durée du projet.
- Phase C et D : Définition détaillée, production et qualification au sol

La phase C est la phase de conception et de tests spécifique à CELESTA. Elle comprend deux grandes catégories de tests, les tests ambiants et les tests environnementaux :
1. Les tests ambiants sont des tests ne prenant pas en compte les conditions environnementales (tests d'auto compatibilité électromagnétique [vérifier que le satellite ne se perturbe pas lui même], tests logiciels), et n'auront aucune répercussion électrique ou magnétique sur le satellite.
2. Les tests environnementaux sont des tests sévères (tests de vibration, tests en température, vide thermique), ayant pour but de reproduire les conditions environnementales subies par le satellite lors du lancement, puis celles en milieu spatial.

En juillet 2018, le modèle d'irradiation de CELESTA a subi des tests au laboratoire CHARM du CERN pendant 5 jours. Le faisceau utilisé pour irradier le satellite est celui du pré-accélérateur du Grand collisionneur de hadrons (LHC), le proton synchrotron. Il s'agit d'un faisceau de protons de 25 GeV qui bombarde une cible de cuivre (le satellite est placé à une certaine distance de 3,5 mètres de cette cible). Le faisceau créé ainsi une douche de particules très dommageable pour l'électronique embarquée du satellite.
Dans la chambre d'irradiation où sont effectués les tests, il existe une option blindage permetant de modifier les niveaux de particules atteignant le satellite et ainsi de raccourcir la durée des tests sur le satellite.
Lors de ces tests le modèle d'irradiation de CELESTA a reçu une dose de 46 Gray (soit une valeur dix fois supérieure à la dose théorique qui devrait être reçue par le satellite en orbite pendant sa mission). Le satellite a dû détecter et mesurer les erreurs induites par ces radiations et y faire face de façon autonome. Ces tests ont permis l'analyse du comportement du CubeSat en situation extrême. Le satellite a pu gérer de façon autonome les erreurs induites et son intégrité n'a pas été compromise. Le modèle d'irradiation, devenu fortement radioactif, restera quelques années au CERN avant sa destruction.
- Phase E : mise en fonctionnement, exploitation

Cette phase commence à partir du transport et du stockage du satellite. C'est le moment où le satellite subit les derniers tests de bonne santé. Ensuite vient la campagne de lancement, soit une fenêtre de quarante jours pendant laquelle le satellite est susceptible d'être lancé. Cette fenêtre est dépendante des conditions météorologiques pouvant permettre ou empêcher un déploiement. Une fois le satellite placé en orbite, la phase de mise en service commence, elle dure entre deux et trois semaines. La station sol doit repérer le satellite dans l'espace et entrer en communication avec lui. Enfin intervient le changement de mode, le satellite passe du mode « mise en service » au mode « mission ».
- Phase F : retrait de service

En orbite basse, (400 km, orbite de l'ISS) pour CELESTA, une infime partie d'atmosphère subsiste encore, freine le satellite et lui fait perdre de l'altitude. Dans un délai de 5 mois à un an, l'orbite de CELESTA sera tellement dégradée qu'il retombera dans les couches denses de l'atmosphère. Cet intervalle est dû à l'activité du Soleil (plus le Soleil est actif, plus l'atmosphère se dilate, impliquant une augmentation de particules pouvant freiner CELESTA). Juste avant son entrée dans l'atmosphère, le satellite devra être rendu passif en désactivant toutes ses alimentations et en bloquant toutes ses communications (entrantes ou sortantes). Une fois dans l'atmosphère, à environ 50 km d'altitude, il aura été désintégré. Ce retrait de service doit être conforme à la Loi no 2008-518 du 3 juin 2008 relative aux opérations spatiales visant à empêcher la production de nouveaux débris spatiaux.

### La plateforme, les cartes et les mémoires
Le satellite respecte le standard CubeSat :
- Dimensions : 10 × 10 × 13,5 cm
- Masse : < 1,33 kg
- Puissance d'émission maximum : 1,5 W

Robusta-1D CELESTA est constitué d'une structure en aluminium monobloc dans laquelle les différentes cartes électroniques et sous-systèmes seront fixés. De plus, 6 cellules solaires et des antennes sont collées sur les faces du satellite.

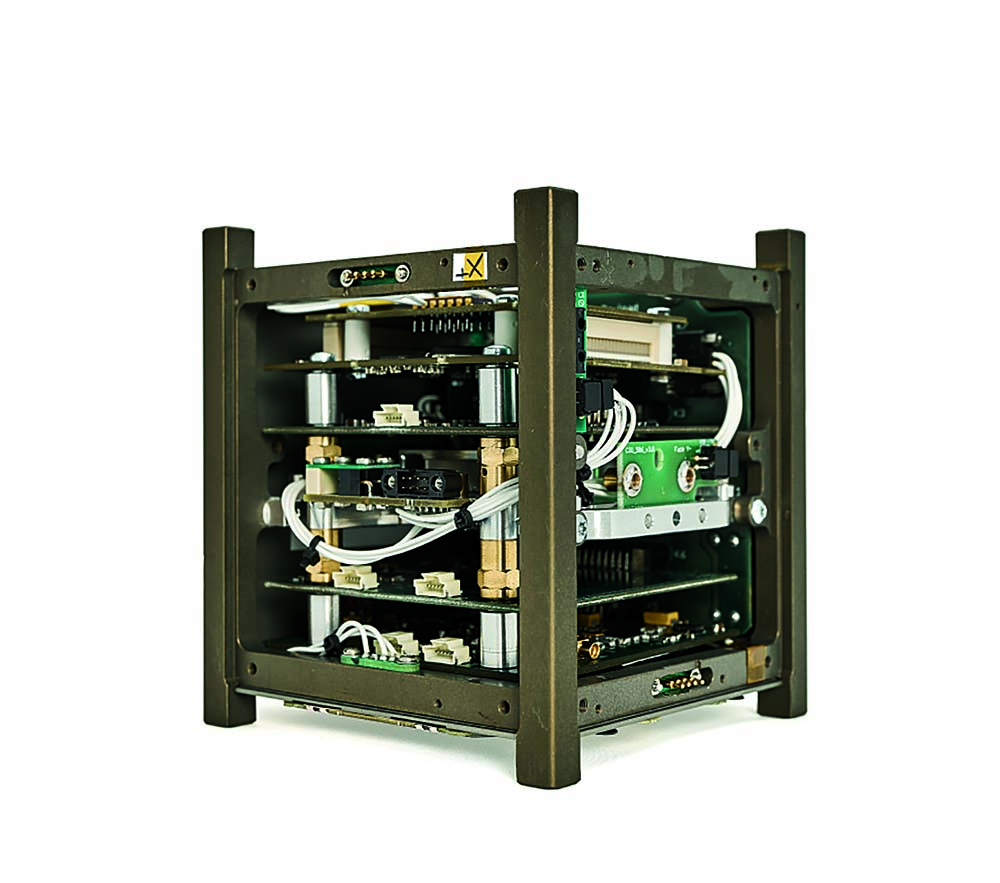
Vue "ouverte" du satellite

- Quatre cartes électroniques seront utilisées :

1. La carte énergie/puissance EPS (Electrical Power Système), ayant pour rôle de gérer l'alimentation électrique du satellite, de convertir l'énergie solaire en énergie électrique et de recharger la batterie.
2. La carte communication TTC (Telemetry Tracking and Command), permettant de transmettre, grâce à un module d'émission et un autre de réception, les données issues des tests concernant la mission, elle est intégralement numérique.
3. L'ordinateur de bord OBDH (On-Board Data Handling). La carte gestion des données ayant pour rôle de gérer la configuration du satellite, les modes, les pannes et de stocker les résultats de la charge utile avant qu'ils soient téléchargés sur Terre.
4. La charge utile PL (PayLoad), correspondant au RadMON.Vue "fermée" du satellite

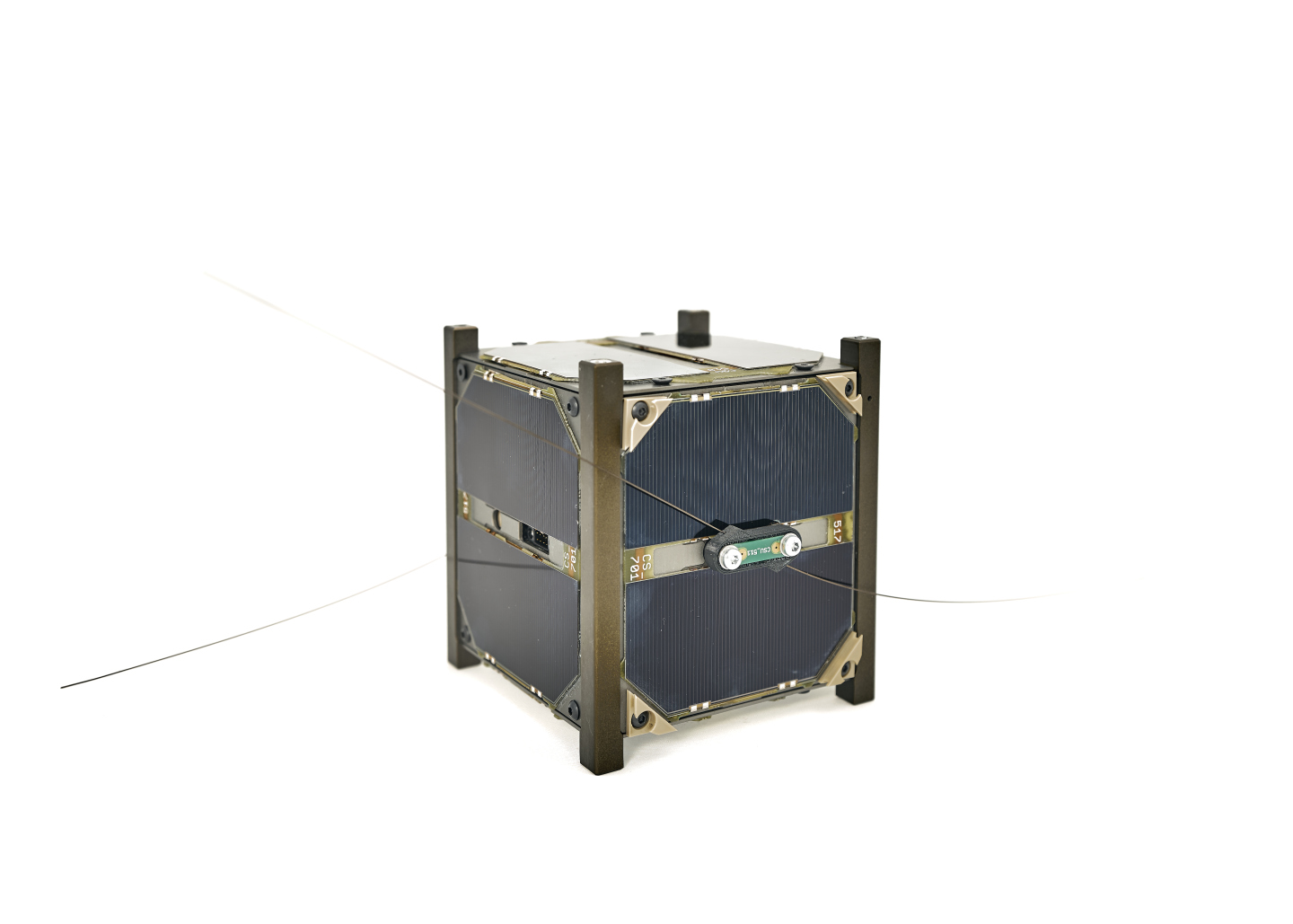
Vue "fermée" du satellite

- Quatre types de mémoires équiperont CELESTA :

1. Deux SRAM (Static Random Access Memory), mémoires statiques : elles ont été choisies car l'ensemble des données scientifiques et techniques de leurs composants sont connues. La provenance de possibles erreurs étant connue, les résultats seront plus fiables.
2. Une MRAM (Magnetic Random Access Memory), mémoire ferromagnétique 4 couches. Il s'agit d'une mémoire émergente ayant été utilisée sur un seul satellite, Robusta-1C MTCUBE,
3. Une FRAM (Ferroelectric Random Access Memory), mémoire ferroélectrique 3 couches, dont l'une est dédiée à la mémoire tampon du satellite (stockage des résultats des tests),
4. Deux NAND, mémoires flash, ces mémoires sont couramment utilisées, dans les clés USB par exemple, et ont pour but de stocker de grandes quantités de données.

### Mission et exploitation des données
Le but de la mission CELESTA est de qualifier le laboratoire CHARM (CERN High-Energy Accelerator Mixed-Field Facility) du CERN en tant que centre d'irradiation à usage industriel, à savoir, de caractériser au moyen du moniteur de radiation RadMON du CERN (la charge utile de CELESTA) l'environnement radiatif spatial en orbite basse (< 2000 km). Les tests environnementaux effectués pendant 5 jours par le CERN en juillet 2018, ont permis de prouver que les données récoltées par RadMON sont identiques à celle du détecteur au sol de CHARM (fait en 2017).
CHARM ne reproduit pas un milieu en particulier (centrale nucléaire, environnement spatial, accélérateur de particules...), mais va reproduire les effets du milieu d'études choisi, sur du matériel et des composants électroniques, à l'usage d'autres laboratoires ou d'industriels.

### La radiocommunication
Avant d'adopter une fréquence d'émission et de réception, certaines règles doivent être respectées :
- Il est impossible d'utiliser une fréquence déjà utilisée. Si deux satellites utilisent la même fréquence, ils vont émettre en même temps ce qui entraînera des interférences au niveau de la station sol.
- La fréquence montante (sens sol-satellite) doit être différente de la fréquence descendante (sens satellite-sol), pour éviter un chevauchement des signaux et entraîner des interférences.
- Le choix des fréquences utilisées doit se faire parmi une bande de fréquences prédéfinies par le biais du CNES auprès de l'Union internationale des télécommunications. Ce sont des fréquences radioamateurs.

Les caractéristiques techniques de la radiocommunication de CELESTA sont les suivantes :
- Fréquence liaison montante : aux alentours de 435 MHz
- Fréquence liaison descendante : aux alentours de 435 MHz
- Protocole utilisé : AX.25 avec une modulation GFSK9600
- Antennes du satellite Robusta : deux dipôles identiques, un pour chaque fréquence
- Antennes de la station sol Robusta-GS : deux antennes Yagi croisées, une pour chaque fréquence
- La station sol Robusta-GS est composée de matériel radioamateur.

Les radioamateurs de l'AMSAT-Francophone ont également beaucoup aidé au développement du projet par leurs conseils sur la carte radiocommunication et en effectuant la déclaration officielle de fréquences.

### Contraintes du milieu spatial

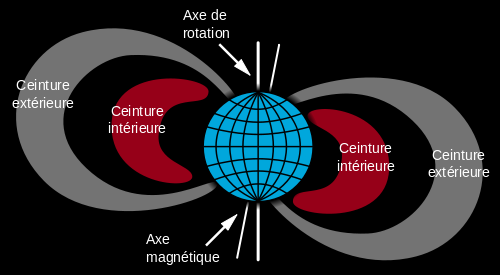
Le satellite se trouve sous la ceinture intérieur

Les rigueurs du milieu spatial imposent de nombreuses contraintes :
- Contraintes thermiques : les composants électroniques choisis devront être utilisables dans la gamme de température à laquelle sera soumis le satellite (de −150 à +150 °C).
- Vibrations lors du décollage : selon les données fournies par le CNES, au décollage d'une fusée, l'accélération peut atteindre 20g (20 fois l'accélération de la pesanteur au niveau du sol) suivant le lanceur. La connectique carte à carte, les soudures des composants et la résistance des colles utilisées doivent résister à cette contrainte.
- L'exposition aux radiations aura un impact sur les composants non-expérimentaux. Le flux de radiations de l'orbite visée est principalement composé de protons et d'électrons.

## Fly Your Satellite!
FYS! est un programme conçu par l'ESA Education Office en collaboration avec des universités européennes dont l'objectif est d'inspirer les nouveaux étudiants, de les former en les aidant à développer des nano-satellites universitaires afin de leur permettre de s'impliquer dans de futurs projets du secteur spatial. Au cours du programme, les équipes étudiantes sont soutenues dans le développement de leur satellite par leurs professeurs d'université et encadrées par des spécialistes de l'ESA tout au long des différentes phases du programme.
Le CSU de Montpellier fait partie des six établissements européens sélectionnés le 12 mai 2017, par l'ESA pour participer à cette édition de FYS!.

## Un satellite étudiant
Le projet Robusta-1D CELESTA a été entièrement réalisé par des étudiants et encadrants :
- Du CSUM
- De l'IUT de Nîmes
- Du CERN
- Et avec la participation d'étudiants du Lycée Jean François Champollion, de Sup de COM Montpellier, de l'Université Claude-Bernard-Lyon-I, de l'ENSMM, de l'IMT Mines d'Albi

36 étudiants ont été impliqués dans le projet depuis 2014, dont 35% de femmes, ce qui comparé aux projets précédents représente une forte augmentation. Cela illustre l'intérêt des femmes pour les projets spatiaux universitaires. Les étudiants impliqués dans ce projet proviennent.

## Partenaires
Les partenaires du CSUM pour la réalisation du projet ont été :
- La Fondation Van Allen
- Le CERN
- L'ESA
- L'Université de Montpellier
- L'IUT de Nîmes
- L'AMSAT-Francophone
- SAFT (qui a gracieusement fourni un lot de 10 batteries, dont celle de CELESTA et de MTCube)